# Bellesserre
 Bellesserre  es una población y comuna francesa, en la región de Mediodía-Pirineos, departamento de Alto Garona, en el distrito de Toulouse y cantón de Cadours.

## Demografía
| 40 | 40 | 42 | 36 | 33 | 50 |
| Para los censos de 1962 a 1999 la población legal corresponde a la población sin duplicidades (Fuente: INSEE [Consultar]) |    |    |    |    |    |